# Gare de Ranguin
Gare de Ranguin – przystanek kolejowy w Le Cannet, w departamencie Alpy Nadmorskie, w regionie Prowansja-Alpy-Lazurowe Wybrzeże, we Francji.
Linia została otwarta w 1871 przez Compagnie des chemins de fer de Paris à Lyon et à la Méditerranée (PLM), zamknięta w 1938 roku i ponownie otwarta w 2005. Jest przystankiem należącym do Société nationale des chemins de fer français (SNCF) obsługiwanym przez pociągi TER Provence-Alpes-Côte d’Azur kursujące między Grasse do Ventimiglia, poprzez Cannes i Niceę.

## Położenie
Przystanek znajduje się na linii Cannes – Grasse, w km 5,647, na wysokości 54 m, pomiędzy stacjami La Frayère i Mouans-Sartoux.

## Linie kolejowe
- Cannes – Grasse